# Golfo de Huon
El golfo de Huon (del inglés: Huon Gulf) es un amplio entrante del mar de Salomón localizado en la costa suroriental de la isla de Nueva Guinea. Administrativamente, las aguas y costas del golfo pertenecen a Papúa Nueva Guinea, a la provincia de Morobe. La ciudad de Lae (72.967 hab. en 2000), capital de la provincia, se encuentra en la costa norte del golfo.
El golfo está delimitado al norte por la península de Huon. La bahía Markham forma la esquina noroeste del golfo, donde desagua el río Markham (180 km).

## Historia
Tanto el golfo como la península honran la memoria del navegante francés Jean-Michel Huon de Kermadec, capitán de la fragata L'Espérance, que era el segundo al mando de la expedición comandada por Bruni d'Entrecasteaux, al frente de la La Recherche, que entre 1791 y 1794 intentó encontrar la expedición perdida de La Pérouse. 